# 하동 청계사 정토보서
하동 청계사 정토보서(河東 淸溪寺 淨土寶書)는 대한민국 경상남도 하동군, 청계사에 있는 조선시대의 책이다. 2014년 3월 20일 경상남도 유형문화재 제557호로 지정되었다.
「정토보서」는 염불법문(미타경)에 의지하여 정토(淨土)의 업을 닦고 일과염불로 정토에 왕생할 수 있다는 확신을 주는 경서이다.
본서(本書)와 동일한 간본(刊本)인 1686년에 개간한 정토보서가 <국립중앙도서관>에만 소장되어 있다. 그밖에 1721년에 간행된 자료도 <국립중앙도서관>에서 확인된다.
본서(本書)는 ‘1686년’이라는 명확한 간기가 남아 있고, 시주자에 대한 기록 및 인출과 보관상태가 양호한 책이며 임진왜란(1592년) 이전의 판본은 아니지만, 임란 이후의 피폐한 상황에서 한국 사상의 부흥을 위하여 개간(開刊)된 귀중서이다.

## 참고 자료
- 하동 청계사 정토보서 - 국가유산청 국가유산포털